# 비욘드 바디
《비욘드 바디》는 2018년과 2019년에 SPOTV에서 방송된 휠라 핏 모델 선발 프로그램이다. 시즌2는 더 체인지라는 부제로 방영되었다.